# Zespół alienacji rodzicielskiej
Zespół alienacji rodzicielskiej (także: syndrom oddzielenia od opiekuna, inaczej PAS, ang. Parental alienation syndrome lub syndrom Gardnera) – teoria zdefiniowana przez amerykańskiego psychiatrę sądowego dr. Richarda Gardnera, nad którą później prowadzono badania m.in. w Polsce. W pierwotnej wersji miała określać różne rzekome zaburzenia występujące u dziecka, które w trakcie rozwodu rodziców miało być czynnie angażowane w potępianie i krytykowanie jednego z rodziców (zazwyczaj tego, który nie mieszka w domu). Wg pomysłodawcy R. Gardnera krytyka ta miała być najczęściej nieuzasadniona, zarzuty albo nieprawdziwe, albo znacznie wyolbrzymione. W drastycznych przypadkach miłość, szacunek, przywiązanie do oczernianego ojca czy matki miały ulegać zniszczeniu i być zastąpione przez wrogość, niechęć, pogardę. Stosowane wobec dziecka metody (pranie mózgu: manipulacja, szantaż emocjonalny, indoktrynacja) miały, wg Gardnera, powodować daleko idące konsekwencje dla psychiki. Celem tych działań miało być zaburzenie relacji dziecka z drugim rodzicem. Dziecko ma poczucie wyobcowania, negatywną samoocenę, problemy z tożsamością i autonomią, a w życiu dorosłym – trudności z nawiązaniem bliskich relacji, depresje, stany lękowe, fobie, łatwość uzależnień.
Twórca pierwotnej koncepcji nie określił jednoznacznie syndromu alienacji rodzicielskiej, wskazując na możliwość występowania trzech jego podstawowych rodzajów w formie łagodnej, umiarkowanej i ostrej, co już dyskwalifikowało pojęcie jako definicję syndromu. Obecnie w definicji amerykańskiego specjalisty z zakresu psychologii sądowej Marca J. Ackermana PAS określa się jako zjawisko „podobne do zaburzenia prezentowane przez dziecko, które pod wpływem manipulacji ze strony jednego z opiekunów, zwykle pełniącego pierwszoplanową rolę w wychowaniu dziecka, przesadnie krytykuje i dewaluuje drugiego opiekuna, nie przejawiając przy tym poczucia winy i wstydu, a niezbędnym warunkiem stwierdzenia zaburzenia jest przekonanie dziecka, że wyraża własną opinię”.
Tematykę alienacji rodzicielskiej podjęli dr Demosthenes Lorandos i dr William Bernet w swojej książce „Parental Alienation – Science and Law” wydanej w 2020 roku. Definiują oni alienację rodzicielską jako „stan psychiczny dziecka, którego rodzice znajdują się w sytuacji konfliktowej, separacji, rozstaniu lub rozwodzie, silnie sprzymierzającego się z jednym z rodziców (preferowanym) i zrywającego więzi z drugim z rodziców (wyalienowanym) bez uprawnionego uzasadnienia”.
Światowa Organizacja Zdrowia w trakcie opracowywania ICD-11 zdecydowała o nieuwzględnianiu w klasyfikacji pojęcia i terminologii „alienacji rodzicielskiej”, ponieważ nie jest to termin dotyczący opieki zdrowotnej. Termin ten jest raczej używany w kontekstach prawnych, ogólnie w kontekście sporów dotyczących opieki nad dzieckiem w przypadku rozwodu lub innego rozwiązania związku partnerskiego.
Szerszą kategorię „problemu w relacji opiekun–dziecko” postrzegano jako odpowiednio obejmującą aspekty tego zjawiska, na których mogłaby skupiać się służba zdrowia. W sytuacjach, w których osoba oznaczona tym terminem (alienacja rodzicielska) zgłasza się do opieki zdrowotnej, do kodowania wystarczy inna treść ICD-11. Użytkownicy mogą klasyfikować przypadki jako „problemy w relacji opiekun-dziecko”.

## Badania
Badania nad PAS były krytykowane ze względu na brak podstaw naukowych i wiarygodności. Jedną z nielicznych placówek na świecie, w której były kontynuowane do 2009 roku badania nad problematyką PAS był Instytut Ekspertyz Sądowych im. prof. dr. Jana Sehna, podległy polskiemu Ministerstwu Sprawiedliwości. W 2009 roku ten instytut został rozwiązany, po czym kolejnego dnia powołany na nowo. Jednak do badań nad tą problematyką już nie powrócono. Podczas badań prowadzonych w IES z jednej strony zwrócono uwagę na nieścisłości i uproszczenia pierwotnej wersji koncepcji, a z drugiej zarekomendowano jego użyteczność m.in. w „ustalaniu źródeł zaburzeń, ocenie nasilenia objawów i przewidywania konsekwencji dla dalszego rozwoju dziecka”. W kwietniu 2008 roku Departament Sądów Powszechnych polskiego Ministerstwa Sprawiedliwości rozesłał do prezesów sądów apelacyjnych, z prośbą o rozesłanie jednostkom podległym, pismo w którym m.in. wskazał, że akceptowane jest powoływanie się przez biegłych na objawy i zależności wynikające z relacji pomiędzy głównym opiekunem a dzieckiem, opisane jako PAS.